# Peter Martell (Musiker)

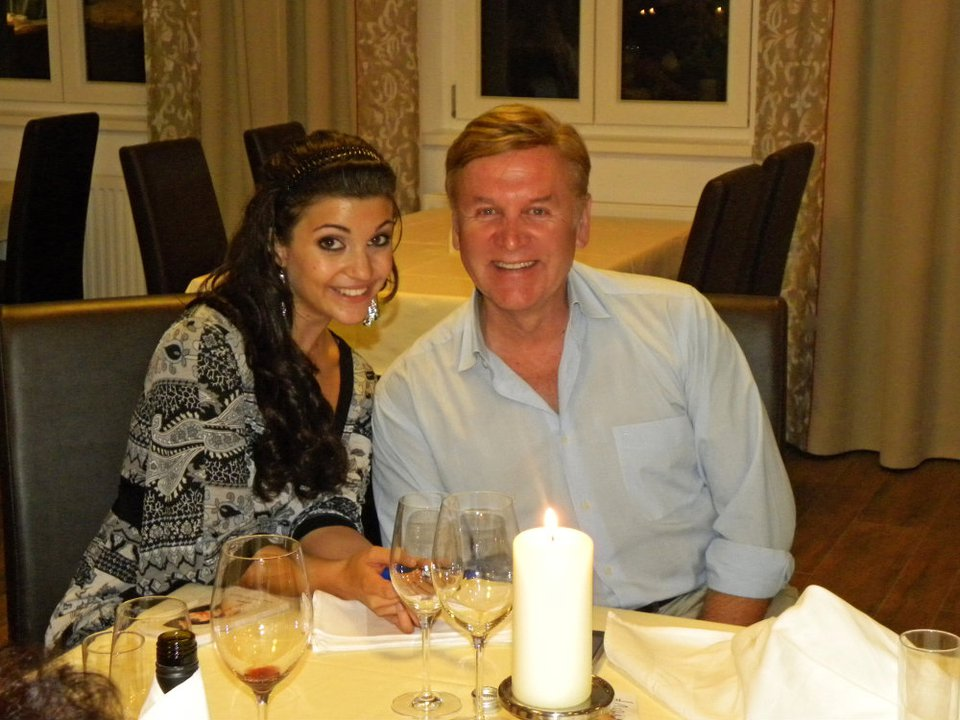
Nadine Beiler, Peter Martell

Peter Martell (* 27. Februar 1955 in Innsbruck; bürgerlich Heinz Klier) ist ein österreichischer Sänger und Komponist.

## Leben
Peter Martell wurde 1955 als Sohn von Hubert und Adelheid Klier in Innsbruck geboren. Er absolvierte die Höhere Graphische Bundes-Lehr- und Versuchsanstalt in Wien (Fotografie) und war mehrmals bei UN-Einsätzen im Nahen Osten bei UNDOF Ausbatt und auf Zypern bei UNFICYP. Anschließend studierte er an der Universität Innsbruck Politikwissenschaft.
Als Geschäftsführer der Tiroler Tourismus Vereinigung (TTV) trat er 1994 als Spitzenkandidat der wirtschaftsnahen „Unabhängigen Tiroler“ zur Tiroler Landtagswahl an. Die Gruppierung verpasste mit 2,4 Prozent der Stimmen den Einzug in das Landesparlament deutlich.
Klier arbeitete anschließend viele Jahre in Dubai, wo er im Management einer Tiroler Kristallfirma tätig war und eine Niederlassung in der Jebel Ali Free Zone aufbaute. In Dubai gewann er einen hochkarätig besetzten Sänger-Wettbewerb, der im Hyatt Hotel stattfand.
Zur Musik kam er schon früh über seinen Vater, der über 400 Lieder komponierte, unter anderem für die Zillertaler Schürzenjäger und Hansi Hinterseer sowie das Tiroler Echo.
2011 kehrte er nach Österreich zurück. Hier nahm er sein erstes Album Ein neuer Tag auf. Peter Martell schreibt in erster Linie für sich selbst, aber auch für andere Künstler wie das Tiroler Echo (Begleitband von Hansi Hinterseer).
Klier lebt in Walchsee in Tirol sowie in Dubai.

## Diskografie
- I love Natasha
- Du warst mein bester Freund
- Wieder jung
- Mit dir dahoam
- Te quiero Andalucia
- Du warst mein schönster Traum (Cover von The Last Farewell von Roger Whittaker)
- SOS I’m in love with you
- Rudi Sunnyboy (Apres Ski Hit)
- Die Opas rocken noch
- Viva l’amor
- Am Ottenhof
- Thank you for the Grace my Lord
- Master of Greed
- Hansi Sunnyboy (für Tiroler Echo)
- Die Welt steht kopf (für Tiroler Echo)
- Sweet little Sunshine
- Das alte Bauernhaus (für die „Zillertaler“)